# Герберт Йорк
Герберт Френк Йорк (англ. Herbert Frank York; 24 листопада 1921 — 19 травня 2009) — американський фізик-ядерник. Займав численні дослідницькі та адміністративні посади в різних урядових і освітніх інститутах Сполучених Штатів.

## Біографія
Йорк народився в Рочестері, штат Нью-Йорк, де в 1943 році отримав ступені бакалавра та магістра в Рочестерському університеті, потім здобув ступінь доктора філософії в Університеті Каліфорнії, Берклі в 1949 р. Під час Другої світової війни працював фізиком у радіаційній лабораторії Берклі та національній лабораторії Оук-Рідж у рамках Манхеттенського проєкту. Він був першим директором Ліверморської національної лабораторії імені Лоуренса з 1952 по 1958 рік. Після того, як залишив лабораторію в 1958 році, обіймав численні посади як в уряді, так і в академічних колах, включно з першим головним науковим співробітником Агентства передових дослідницьких проєктів і першим директором відділу оборонних досліджень і техніки.
Йорк був професором фізики в Каліфорнійському університеті в Берклі. Був ректором-засновником Каліфорнійського університету в Сан-Дієго (1961—1964, 1970—1972). Пізніше працював послом США на переговорах про повну заборону випробувань у Женеві, Швейцарія (1979—1981).
Йорк був почесним директором Інституту глобальних конфліктів і співробітництва Каліфорнійського університету в Сан-Дієго та працював головою Науково-академічного консультативного комітету університету, який контролює діяльність Ліверморської та Лос-Аламосської національних лабораторій. Також був членом правління Ради за придатний для життя світ, позапартійної організації з контролю над озброєннями у Вашингтоні, округ Колумбія. Йорк час від часу читав лекції для Каліфорнійського університету в Сан-Дієго та інших установ.
Герберт Йорк помер 19 травня 2009 року в Сан-Дієго у віці 87 років.

## Публікації
- Race to Oblivion (Саймон і Шустер, 1970)[9]
- Контроль над озброєннями (Читання з Scientific American (WH Freeman, 1973)
- Радники: Оппенгеймер, Теллер і супербомба (WH Freeman, 1976), книга, яку Ганс Бете вважав високоточною обробкою випробування «російської H-бомби» 1953 року[10]
- Виготовлення зброї, розмова про мир: подорож фізика від Хіросіми до Женеви (Harper & Row, 1987)
- Щит у космосі? Технологія, політика та стратегічна оборонна ініціатива (UC Press, 1988, разом із Санфордом Лакоффом)
- Зброя та фізик (Американське фізичне товариство, 1994)